# Edgar Bergen
Edgar Bergen, född 16 februari 1903 i Chicago, Illinois, död 30 september 1978 i Las Vegas, Nevada, var en amerikansk buktalare, artist och TV-personlighet.
Hans släkt härstammade från Hässleholmstrakten i Skåne. Föräldrarna Johan Berggren och Nilla Svensdotter utvandrade på 1880-talet från Sverige. Edgar föddes i Chicago men växte upp i Decatur, Michigan. När han var några år gammal, kom familjen tillbaka till Hässleholm men återvände senare till USA. Redan medan han studerade vid high school började han som buktalare med sin docka, Charlie McCarthy. Dockan kostade 35 dollar, men hjälpte Bergen att finansiera universitetsstudierna. Efter avslutade studier turnerade han runt med varietéer i USA och Europa. 
Mellan åren 1933 och 1935 framträdde Bergen och hans docka i ett dussintal kortfilmer. Han vann sedan stor popularitet i radio och då hade han införskattat ytterligare en docka, Mortimer Snerd. De tre blev sedan framgångsrika i långfilmer från slutet på 1930-talet, varav de mest kända är Den stora stjärnparaden (1943). Bergen själv spelade blyg norrman i filmen Lyckliga stunder (1948). 
År 1937 tilldelades Bergen en special-Oscar för att ha skapat Charlie McCarthy. Efter andra världskriget uppträdde Bergen huvudsakligen på nattklubbar. Han skänkte dockan Charlie till museet Smithsonian Institution i Washington DC.
Han var far till skådespelerskan Candice Bergen.